# Vox populi
Vox populi je pořad TV Nova, který měl sloužit ke komunikací diváka a televize. Bylo instalováno několik budek na veřejných místech (např. náměstí atd.), ve kterých se na kameru mohla veřejnost vyjadřovat k různým problémům. Většinou byly ale vyhledávány exhibicionisty a podobnými lidmi.